# Пестрово, Егор Степанович
Егор Степанович Пестрово (1714, Арсамаки — 4 [15] ноября 1789, Владимир) — российский государственный и общественный деятель, советник Владимирской палаты гражданского и уголовного суда, ранее — муромский воевода (1772—1774) и первый судогодский городничий (1778—1780); надворный советник (1784).

## Биография
Родился в 1714 году в усадьбе в сельце Гридино в приходе Покрово-Башевского погоста (ныне близ деревни Арсамаки Гусь-Хрустального района).
В 1742 году поступил на военную службу. В 1747 году получил чин кадета.
В 1760 году в чине капитана перешёл на статскую службу.
1 января 1763 года для поминания своих родителей приложил в церковь Покрова Пресвятой Богородицы Покрово-Башевского погоста в Гридино серебряный напрестольный крест.
19 сентября 1767 года ему присвоен чин коллежского асессора.
В 1768 году был назначен воеводой в город Белый Смоленской губернии.
С 1772 по 1774 год в чине асессора был Муромским воеводой.
С 1778 по 1780 год был в должности первого Судогодского городничего.
В 1781 году назначен асессором Владимирской губернской палаты уголовного суда, а с 1784 года в чине надворного советника продолжил свою деятельность в палате. В 1787 году назначен советником Владимирской палаты гражданского суда.
Скончался 4 ноября 1789 года во Владимире и похоронен в Николо-Кремлёвской церкви. Могила не сохранилась.

## Семья
- Дочь — Евпраксия (1773—1838) замужем за ковровским уездным предводителем дворянства А. П. Рогановским[вд]. Их дочь — Елизавета Рогановская стала супругой поэта «золотого века», издателя и переводчика Дмитрия Петровича Ознобишина[2].
- Сын — Николай (1774—1837), муромский уездный предводитель дворянства.
- Дочь — Елизавета Егоровна (Георгиевна) с 1795 года замужем за капитаном Василием Егоровичем Хрулёвым. Их сын — Михаил Васильевич Хрулёв — первый вязниковский поэт[5].